# Aiazzone
Aiazzone era il nome commerciale di un gruppo societario operante prima nel settore della produzione industriale di mobili, e poi nella commercializzazione, il cui nucleo principale fu fondato a Biella dall'imprenditore Mario Aiazzone e successivamente diretto dal figlio Giorgio.
Il gruppo si caratterizzò negli anni ottanta per l'utilizzo intensivo della pubblicità televisiva, e con una breve esperienza anche nel campo dell'emittenza televisiva locale crescendo sino alla morte di Giorgio Aiazzone, avvenuta in un incidente aereo il 6 luglio 1986. La notorietà divenne nazionale nel 1984, quando il conduttore televisivo e televenditore Guido Angeli ne divenne il testimonial principale utilizzando il motto "Provare per credere!". Le televendite furono poi proseguite da un altro imbonitore televisivo, Walter Carbone.

## Storia

### La creazione
Il mobilificio ebbe origine da un'attività artigianale fondata a Tollegno negli anni cinquanta da Mario Giuseppe Aiazzone. Negli anni 1960 venne commercializzata la vendita di arredamento a Biella, nei primi anni settanta, grazie all'impegno dei figli Giorgio ed Enrica, aprì la sede principale nella cittadina piemontese, in corso San Maurizio.
Nel 1981 Giorgio Aiazzone fonda Mobilificio Piemonte S.r.l. che lancia ben presto il nome Aiazzone, come marchio a sé stante. La sede viene spostata in un edificio di nuova costruzione, eretto appositamente in una zona in espansione, in corso Europa 15.

### Gli anni 1980 e l'affermazione
Durante la direzione di Giorgio, il finanziamento pubblicitario viene incrementato a oltre tre miliardi l'anno, con un fatturato di circa 30 miliardi di lire e 190 dipendenti presso l'unica sede di Biella.
Grazie ai forti investimenti pubblicitari, tra la fine degli anni settanta e i primi anni ottanta Aiazzone è uno dei numerosi imprenditori italiani a cercare di creare un network televisivo nazionale acquistando il controllo o la proprietà di piccole emittenti locali che già condizionava come principale sponsor. Vennero inoltre stipulati accordi di collaborazione e per la pubblicità con alcune emittenti televisive locali, arrivando alla creazione di uno dei primi network televisivi italiani, Gruppo Aiazzone Televisivo (G.A.T.), una sorta di rete, con sede a Liscate. Ne facevano parte Telebiella, TeleMontepenice, Tele Radio Milano 2, Telejolly, Videobrianza ed Erreuno Tv, arrivando a coprire Biella, Lombardia, parte del Veneto e dell'Emilia. I suoi spot erano però presenti in tutta Italia, apparendo su Canale 5, Telecity, Antennatre, Telegenova, Quartarete TV, Telesiciliacolor, Videolina e Rete A.
Nel 1985 furono 70.000 le persone entrate nella sede di Corso Europa a Biella.

### La crisi degli anni 1990 e le acquisizioni del marchio
Con la scomparsa di Giorgio, avvenuta a causa di un incidente aereo nel 1986, negli anni novanta l'impresa entra in crisi: il GAT venne sciolto e la sede centrale di Biella licenzia parte del personale, optando per accordi di cooperazione e fusione aziendale. Il progetto per la costruzione della "Città del Mobile" a Verrone, una nuova struttura commerciale in cui non solo ci sarebbe stato il punto vendita, ma anche banche e ristoranti, a pochi passi da Biella, si arena, venendo abbandonato assieme alla struttura.
Ancora nel 1994 il marchio risultava il primo in Italia del comparto, vantando un rapporto esclusivo con un centinaio di aziende mobiliere, di medie o piccole dimensioni, situate principalmente nel Biellese e in Brianza, che gli forniscono circa il 30 per cento dei prodotti. Nel 1997 Mobilificio Piemonte Srl venne ceduta al gruppo Franceschini di Calenzano per 18 miliardi di lire.
Nel frattempo, la sede di Corso Europa a Biella viene rilevata nel 2002 da Mercatone Uno. Il marchio viene acquisito nel 2008 da Renato Semeraro, che, insieme alla Mete S.p.A. della famiglia Borsano, apre dapprima alcuni punti vendita con il marchio Aiazzone nelle province di Torino e Milano e poi nel corso del 2009, converte nel loro marchio la rete PerSempre Arredamenti e una parte della rete Emmelunga con una diffusione pressoché nazionale. A seguito di problemi economici, finanziari, fiscali oltre che sindacali, dovute alla nuova gestione delle due famiglie Borsano e Semeraro riunite nella società B&S S.p.A., nel luglio 2010 il marchio Aiazzone viene ceduto in affitto alla società di Torino Panmedia, che procedette alla risoluzione dei contratti di compravendita tra i clienti della società biellese.

### Il fallimento nel 2010 e le vicende giudiziarie
Dopo la dichiarazione di fallimento nel 2010, all'inizio dell'anno seguente, Emmelunga e Aiazzone attraversano una grave situazione finanziaria, tanto da non riuscire a rispettare i contratti di vendita coi clienti e a pagare dipendenti. Dal marzo del 2011 il mobilificio, le cui filiali risultano chiuse «per inventario sino a nuova comunicazione», smise di effettuare consegne, e fu presentò istanza di fallimento da parte di fornitori e clienti.
La Procura della Repubblica di Torino aprì contestualmente un'inchiesta e venne iscritto nel registro degli indagati anche il legale della B&S. Delle condizioni del gruppo si occupò anche la trasmissione televisiva Le iene di Italia 1. Il 28 marzo, Gian Mauro Borsano, Renato Semeraro e Giuseppe Gallo furono arrestati dalla Guardia di Finanza, su mandato del gip Giovanni De Donato, in seguito alla richiesta dei pm della Procura della Repubblica di Roma, accusati di bancarotta fraudolenta, distruzione di documenti contabili, riciclaggio di denaro, sottrazione fraudolenta al pagamento di imposte, falsa presentazione di documentazione per accedere al concordato preventivo.
Borsano, Semeraro e Gallo avrebbero usato le società del Gruppo B&S (indebitate col fisco per decine di milioni di euro) per effettuare fittizie cessioni d’immobili e partecipazioni societarie, prelievi in contanti ed emissioni di fatture false a beneficio di nuove società appositamente costituite.
In seguito, gli stessi indagati avrebbero ceduto in modo fraudolento la rappresentanza delle società del gruppo B&S, ormai in crisi e svuotate di ogni bene, e trasferito, tramite un prestanome, la rappresentanza delle società in Bulgaria, da cui sarebbe derivata la cancellazione dal registro delle imprese italiano per evitare la procedura di fallimento. Inoltre gli arrestati avrebbero chiesto l'ammissione al concordato, allo scopo di evitare la procedura concorsuale, fornendo garanzie patrimoniali inesistenti e presentando carte false. Infine, per diversi anni, risulterebbero non versate imposte per alcune decine di milioni di euro e l'occultamento o la distruzione dei libri contabili delle aziende coinvolte.
Durante lo svolgimento dell'inchiesta, tra il 2010 e il 2011 ci fu l'arresto dei protagonisti, tra i quali Gianmauro Borsano, ex presidente del Torino calcio, Renato Semeraro, Giuseppe Gallo, il commercialista Marco Adami, seguito dalla sospensione dell'esercizio della professione per l'avvocato Maurizio Canfora.

### L'episodio del saccheggio nel 2011
Il 1º giugno 2011 si registrò un episodio di saccheggio presso un magazzino abbandonato della ditta. L'episodio avvenne a Pognano, dove già dal mese precedente si erano verificati furti saltuari.
L'episodio, che ebbe una giustificazione morale da parte di Paolo Ferrero di Rifondazione Comunista, vide protagonisti circa duecento persone, ritenute creditori della società. Queste si radunarono contemporaneamente sul posto con auto, furgoni, camioncini e anche qualche autoarticolato, forzarono la serratura e depredarono la struttura. In seguito, grazie all'intervento dell'Arma dei Carabinieri, vennero arrestate quattro persone per tentato furto e identificate altre quaranta. Poco dopo, gran parte della merce venne recuperata.

## Influenza culturale
Aldo Grasso, nel suo saggio Storia della televisione italiana del 1992, ha analizzato quella che con trasparente ironia chiama "filosofia Aiazzone" dei vari "provare per credere":

Queste emergenze, per tanti versi inaspettate, altro non sono che il trionfo della TV del sommerso; l'elogio della quotidianità, la legittimazione dell'arte di arrangiarsi; anche se c'è sempre qualcuno pronto a sostenere che questi spettacolini da mercato nero esprimono le idee profonde (lo spirito dei tempi), in realtà queste presenze denunciano preoccupanti smagliature, evidenti segni di debolezza all'interno di un sistema televisivo che comincia ad aver paura di considerarsi adulto.»
(Aldo Grasso, Storia della televisione italiana)
Come ha riportato Stefano Grassi su La Repubblica dell'11 aprile 1994, l'intuizione di Giorgio Aiazzone è stata quella di utilizzare i nuovi media per aprire il proprio centro vendita a un pubblico virtualmente illimitato e non aspettare che i clienti giungessero spontaneamente nel suo megastore, ma di andare a raccogliere direttamente, in ogni punto d'Italia, i potenziali compratori e utilizzando la tv,  diventando così leader del mercato in Italia.
Nel novembre del 2006, lo stesso Grasso, nella nuova edizione de La televisione del sommerso, ha in parte modificato le proprie posizioni sul fenomeno, riconoscendo che quelle formule che si fondavano sulla TV del sommerso, sull'elogio della quotidianità, lungi dal rimanere confinate nelle televisioni locali, hanno conquistato, sotto la spinta dei dati Auditel, un largo spazio anche sulle reti a diffusione nazionale. Le tecniche pubblicitarie Aiazzone e i loro effetti a medio-lungo termine sulle vendite hanno portato alcuni esperti italiani di marketing a definire "effetto Aiazzone" quel fenomeno per il quale un eccesso di campagna pubblicitaria produce l'effetto opposto a quello desiderato: disaffezione, invece che fidelizzazione.
Stefano Zurlo su Il Giornale del 25 novembre 2007 sottolinea un'altra innovazione apportata da Aiazzone, ovvero le immense potenzialità dell'utilizzo, su vastissima scala, del credito al consumo». Lo slogan era: «Pagamento in 36 mesi senza cambiali». Paolo Prato, nella sua opera L'Italia dei consumi, 1965-2005, rileva che l'introduzione del tasso zero ha permesso ad Aiazzone di realizzare con il finanziamento un fatturato tre volte superiore rispetto al pagamento in contante: Aiazzone aveva partnership con Banca d'America e d'Italia e Citifin.
Anche Claudio del Frate sul Corriere della Sera del 19 marzo 2019 ritiene che fu decisiva
Anche Indiscreto.info ritiene che questa strategia abbia costituito un punto di forza, in particolare mettendo il marchio Aiazzone anche a mobili prodotti da altri e di venderli all’interno di una vera e propria Aiazzone City. Dove chi entrava veniva omaggiato di orologi e gadget vari, con sconti per ristoranti e alberghi, e così era maggiormente disposto a passare una giornata dentro il mobilificio.

### Altri media
È presente un riferimento alla società e al suo fondatore Giorgio Aiazzone nel film Fratelli d’Italia di Neri Parenti, quando il personaggio di Roberto Marcolin, interpretato da Jerry Calà, si definisce il messia profetizzato da Aiazzone, citando poi ironicamente il celebre slogan provare per credere!.

## Curiosità
- L'impresa offriva viaggi di andata/ritorno in pullman da tutta Italia ai clienti che volessero visitare il punto vendita Aiazzone di Biella[35][36].